# Pirop
Pirop je magnezijev aluminijev silikat iz skupine granatov. Pirop je edini granat, ki je v naravi vedno samo rdeče barve, po kateri je dobil svoje ime. Ime je izpeljano iz grške besede πυρωπός [piropós], ki pomeni "podoben ognju". Pirop se kljub temu, da je manj pogost kot večina granatov, veliko uporablja za izdelavo nakita. Ima več imen, med njimi tudi nekaj napačnih. Njegovi alternativni imeni sta kromov pirop in češki granat. Ameriški gemološki inštitut je ime češki granat zavrnil. Med napačnimi imeni so najpogostejša koloradski rubin, arizonski rubin, kalifornijski rubin, skalnogorski rubin, Elijev rubin, češki karbunkel in kapski rubin.
Kemijska formula čistega piropa je Mg3Al2[SiO4]3, čeprav so v kristalu običajno v manjših količinah prisotni tudi drugi elementi, na primer kalcij, krom, železo in mangan. Pirop tvori z almandinom in spesartinom serijo trdnih raztopin, ki imajo skupno ime piralspitni granati. Ime je sestavljeno iz začetnih delov imen udeležencev: pirop, almandin, spesartin. V piralspitnih granatih je magnezij delno zamenjan z železom in manganom. Poldrag kamen rodolit je granat s približno 70% udeležbo piropa.
Vir večine piropa so ultramafične kamnine, običajno peridotit, iz zemeljskega plašča. Ti peridotiti so lahko nastali v vulkanskih ali metamorfnih procesih. Pirop se pojavlja tudi v metamorfnih kamninah, ki so nastale pri izjemno visokih tlakih. Takšen je pirop iz masiva Dora-Maira v zahodnih Alpah. Kristali so skoraj čist pirop in dosežejo velikost skoraj 12 cm. Nekateri piropi vsebujejo vključke koezita, enstatita in safirina.
Pirop je pogost v peridotitnih ksenolitih iz kimberlitnih cevi. V nekaterih ceveh so tudi diamanti, zato je pirop indikatorski mineral za odkrivanje diamantov. Pirop, ki spremlja diamante, običajno vsebuje 3-8% Cr2O3, ki daje mineralu značilno vijolično do temno škrlatno barvo, pogosto z zelenkastim odtenkom. Ti različki so poznani kot kromovi piropi oziroma granati G9/G10.

## Identificiranje piropa
Pirop je zelo težko razločiti od almandina, čeprav verjetno vsebuje manj napak in vključkov. Drugi kriteriji za identificiranje so njegove fizikalne lastnosti. Mnoge lastnosti so bile izmerjene na kemijsko čistih sintetskih piropih, zato zahteva njihova uporaba veliko mero previdnosti. Gostota, na primer, je za preučevanje majhnih kristalov, vraščenih v druge silikatne minerale, skoraj neuporabna. V teh primerih so najboljši indikator, da je preučevani mineral resnično pirop, drugi mafični in ultramafični minerali, ki so poleg njega vraščeni v osnovno kamnino. 
V tanko obrušenih petrografskih rezinah sta najbolj značilni piropovi lastnosti visoka reliefnost in izotropnost. Granati v tankih rezinah so običajno manj intenzivno obarvani kot drugi silikatni minerali. Pirop ima lahko v ploskovno polarizirani svetlobi bledo rožnato škrlaten odtenek. Za identificiranje piropa z mikroskopom sta uporabni lastnosti tudi pomanjkanje razkolnosti, ki je sicer običajna v idiomorfnih kristalih, in spremljajoči minerali.